# Odes (Horaci)
Les Odes (en llatí Carmina) és un conjunt de quatre llibres d'odes escrites pel poeta llatí Horaci.
Horaci tenia un pregon coneixement de la literatura grega i això l'encoratjà per escriure imitant la mètrica dels poetes grecs com Safo, Anacreont o Alceu. Horaci sempre pensà que el gènere líric era el més sublim i que tots els poetes havien de dedicar-s'hi. Els tres primers llibres de les Odes van seguir un ordre compositiu en els quals hi queda manifesta la vida íntima d'Horaci:
- El primer llibre (Carminum liber I) correspon a la joventut, de la fantasia i d'inspiracions variades: composicions severes, èpiques o literàries es barregen amb d'altres més joioses o d'invocació a Venus.
- En el segon llibre (Carminum liber II) hi ha una pausa per a la meditació, s'esmorteix l'impuls líric. S'hi tracta del que ell demana a pròpia vida. S'hi exposa el concepte d'aurea mediocritas; també es parla dels anys que passen i del otium (l'oci).
- Al tercer llibre (Carminum liber III) ens trobem amb un Horaci ja madur. Tanmateix torna als vells temes.

## Antecedents
Horaci és el màxim representant de la lírica llatina, ja que és el primer autor romà que es dedica exclusivament a aquest gènere. Els models que utilitza són tant grecs com llatins.
Prèviament a les composicions líriques de l'autor, va ser Catul qui inicia aquest gènere en l'àmbit romà escrivint 4 composicions líriques (XL, LI XXXIV, LXI). Juntament amb aquest, els "poetae novi" intenten adaptar els metres grecs a la poesia lírica llatina.
Pel que fa als antecedents grecs, Horaci no només utilitza els metres heretats dels diferents poetes sinó que a més a més tracta els mateixos temes però des d'un punt de vista romà. Sens dubte el que pretén el poeta amb les seves Odes és reviure la tradició lírica grega. Pren de Safo i Alceu les seves estrofes mètriques (iambe, troqueu...). Pel que fa a la temàtica dels seus poemes pren com a referència, els temes ja tractats per diferents poetes grecs com Píndar, Estesícor, Anacreont, Teognis i Simónides. A més, hi ha una influència directe d'Alceu pel que fa a la temàtica dels poemes, ja que a la poesia d'Horaci seguim trobant temes com l'amor, la política i els banquets, els quals ja eren tractats al segle iv aC per l'autor de Mitilene.

## Filosofia de les Odes
Horaci recull diverses idees filosòfiques en les seves Odes, algunes provinents dels seus estudis dels principals poetes i filòsofs grecs, i d'altres de la saviesa popular, en especial la del seu pare. Veiem una predominança del corrent filosòfic de l'epicureisme i l'estoïcisme, en la lloança de les coses petites sobre les grans en la vida. També, en l'Epístola I, 1, Horaci admet que també segueix la doctrina dels Eclecticisme.
Horaci, doncs, escriu sobre la idea de la vida i la mort, sobre la curta durada de la vida i l'inflexible final que és la mort; escriu sobre la virtut de la mitjania; sobre no ambicionar grans riqueses ni honors; i sobre el camí que ha de prendre cada persona, sense deixar-se enganyar per la prosperitat ni que l'enfonsi el fracàs.

## Temes de les Odes
Horaci barreja diversos temes en els seus llibres d'Odes, molts provinents de la tradició hel·lenística. Els primers volums són inspirats per la poesia grega de Safo i Alceu, i tracta una temàtica senzilla, amb una moral pràctica, i on es lloen els petits plaers, com són el vi, els banquets, el menjar i la pau, la companyia dels seus amics i l'amor. Quan parla sobre l'amor també inclou algunes poesies a homes. No veiem, però, el fumus ueritatis que trobaríem a les poesies de Catul, és a dir, una passió real que ens transmet, per tant, podem deduir que alguns dels amors als que canta Horaci són inventats.
Adopta un to més solemne en escriure poesies amb lloances a August i al que ha fet amb Roma. La seva veu política també s'eixampla i es solemnitza, com podem veure a l'Oda I, 14, en que Horaci presenta una nau com a al·legoria de l'Imperi Romà, una nau que ha patit l'embat de les onades i necessita reparació. La metàfora, doncs, és que l'Imperi és la nau, que després d'una guerra civil ha de refer-se. També canta en odes civils sobre les batalles de les guerres civils.
També posa especial atenció al tema de l'amistat, tant a Mecenàs, a qui dedica moltes poesies, com a la gent del seu cercle (veiem escrits dedicats a Virgili, a Vari o a Varus, entre altres). Horaci viu sota la protecció de Mecenàs, a qui també li anava bé la fama del poeta.
Escriu sobre la vida tranquil·la, modesta i senzilla, sobre la mesura, en l'Oda I, 28, i en l'Oda II, 10, coneguda com a Aurea Mediocritas, lloança a la mitjania, a no fer excessos. Trobem un to de nostàlgia respecte a la vida al camp, un respecte i amor a la naturalesa (a la que compara amb la vida), i un gust per recrear-se en els paisatges.
Es posa especial atenció en la inexorabilitat del destí, com veiem a l'Oda I, 11, coneguda com el tòpic del carpe diem, o l'Oda I, 24, poema fet després de la mort del seu amic Varus, en el que ens diu que la mort no es pot evitar.

Veiem com Horaci proclama la immortalitat del poeta, com en l'Oda III, 30. Es refereix al fet que, mentre les seves poesies siguin llegides, la seva ànima seguirà viva.

## Tradició manuscrita
S'han transmés 850 manuscrits d'Horaci que han fet que conservem la seva obra completa. Pel que fa als papirs només en conservem el pap.Hawara 24 on apareix un vers de l'autor. L'editor Klingner va classificar els manuscrits en tres grups: Ξ, Ψ, i Q.
El primer grup (Ξ) integra els quatre manuscrits més destacats que han transmès les Odes.
-Parisinus 7900 A. Biblioteca Nacional, París. Datat a finals del segle ix.
-Bernensis 363. Burgerbibliothek, Berna. Conté diferents autors i manquen algunes odes. Copiat al voltant del segle xii.
-Monacensis Latinus 14685. Staasbibliothek, Múnic. Copiat al segle xii.
-Codex Sancti Eugendi. Biblioteca municipal, Saint-Claude. Datat al segle xi.
El segon grup de la classificació sota la sigla Ψ està integrat per:
-Parisinus 7974 del segle x. Biblioteca Nacional, París.
-Parisinus 7971 del segle x. Biblioteca Nacional, París.
-Parisinus 7972. Biblioteca Nacional, París. Copiat al voltant de l'any 900.
-Leidensis 28. Biblioteca de la Universitat Pública, Leiden. Datat al segle ix.
-Harleianus 2725. Museu Britànic, Londres. Copiat a finals del segle ix.
-Parisinus 10310. Biblioteca Nacional, París. Del segle ix.
-Vaticanus Reginae 1703. Biblioteca Vaticana. Està datat abans de l'any 879. És el manuscrit conservat més antic.
L'última família de manuscrits (Q):
-Laurentianus. Biblioteca Laurenziana, Florencia. Del segle x.
-Vaticanus 866. Copiat a cavall del segle X i XI.
-Ambrosianus. Datat entre els segles IX i X. Biblioteca Ambrosiana, Milan.
-Sangallensis 312. Del segle x. Biblioteca Municipal, Sankt Gallen.
-Oxoniensis. Datat al segle xi. Biblioteca Bodleiana, Oxford.

## Traduccions catalanes
- Odes, traducció de Jaume Juan Castelló. Martorell: Adesiara, 2020.

## Música
- El compositor italià Giuseppe Antonio Paganelli (1710-1763) li posà música a les seves Odes.[2]